# Stefaniola sesami
Stefaniola sesami är en tvåvingeart som först beskrevs av Barnes 1939.  Stefaniola sesami ingår i släktet Stefaniola och familjen gallmyggor.
Artens utbredningsområde är Tanzania. Inga underarter finns listade i Catalogue of Life.